# Lückstedt
Lückstedt is een plaats en voormalige gemeente in de Duitse deelstaat Saksen-Anhalt, en maakt deel uit van de Landkreis Stendal.
Lückstedt telt 598 inwoners.